# Lashkarbron
Lashkarbron (persiska: پل بند لشکر) är ett världsarv, en del av Shushtars historiska hydrauliska system, som ligger i Shushtar Khuzestan, Iran från akemenidernas era. Det registrerades på UNESCO:s lista över världsarv 2009 och är Irans 10:e kulturarv som registrerats på FN:s lista.